# Bliżyn
Bliżyn est une localité polonaise siège de la gmina de Bliżyn, située dans le powiat de Skarżysko en voïvodie de Sainte-Croix.